# Santiago del Campo (periodista)
Santiago Rodrigo del Campo Edwards  (Santiago de Chile, 9 de febrero de 1943 - ibíd., 16 de enero de 2014) fue un periodista, publicitario, político y conductor de televisión chileno.

## Biografía
Hijo de Santiago del Campo Silva y Luisa María Isabel Edwards.
Del Campo estudió periodismo en la Universidad de Chile, siendo durante un tiempo agregado de prensa en Checoslovaquia. Además cursó estudios de Economía y Literatura fuera de Chile, y en 1973 ingresó al mundo de la publicidad, donde estuvo por dos décadas.
A su regreso a Chile, participó activamente contra la dictadura militar de Augusto Pinochet, para luego militar en el Partido por la Democracia.
A principios de la década de los 90, encabezó los programas periodísticos televisivos La manzana de la discordia (1992-1993), Aquí en vivo (1994-1999), Vídeos y penitencias (1998-1999), Puntos de vista (1999), Telediario Noche (1999-2000) y Hoy día (2000). Luego, participó como panelista en el programa El termómetro de Chilevisión.
Fue elegido por su Partido por la Democracia como alcalde de Lo Prado, cargo que ejerció entre los años 2000 y 2004.
Hasta el año 2013, fue asesor de Marco Enríquez-Ominami.
Santiago del Campo falleció debido a un cáncer de páncreas.